# Necterosoma novaecaledoniae
Necterosoma novaecaledoniae är en skalbaggsart som beskrevs av J. Balfour-browne 1939. Necterosoma novaecaledoniae ingår i släktet Necterosoma och familjen dykare. Inga underarter finns listade i Catalogue of Life.